# ويلوبي هاملتون
ويلوبي هاملتون (بالإنجليزية: Willoughby Hamilton)‏ مواليد 09 ديسمبر 1864 في جزيرة أيرلندا - الوفاة 27 سبتمبر 1943 في دبلن، كان لاعب كرة مضرب بريطاني. كما أنه أحد أبطال الجراند سلام. أعلى تصنيف له في الفردي كان المركز الـ 1 في سنة 1889.

## بطولات حققها
- بطولة ويمبلدون

## النهائيات

### الفردي
اللقب (1)
| السنة | البطولة  | المنافس     | النتيجة                 |
| 1890  | ويمبلدون | وليام رينشو | 6–8, 6–2, 3–6, 6–1, 6–1 |

## روابط خارجية
- ويلوبي هاملتون على موقع قاعدة بيانات كرة القدم.إي يو (الإنجليزية)
- ويلوبي هاملتون على موقع ناشيونال فوتبول تيمز (الإنجليزية)
- ويلوبي هاملتون على موقع رابطة محترفي التنس (الإنجليزية)
- ويلوبي هاملتون على موقع أرشيف التنس.كوم (الإنجليزية)